# Курбанов, Вагиф Бахтияр оглы
Вагиф Бахтияр оглы Курбанов (азерб. Vaqif Bəxtiyar oğlu Qurbanov; 1967 — 13 июня 1992) — азербайджанский лётчик, практически в единственном числе представлявший реактивную авиацию Азербайджана на начальном этапе Первой карабахской войны.

## Биография
Вагиф Курбанов родился в 1967 году в Баку. После окончания средней школы поступил в Борисоглебское училище лётчиков. После окончания училища служил в Советской Армии, где получил звание старшего лейтенанта. Службу проходил в 80-м отдельном штурмовом авиационном полку в Ситалчае (Хызинский район).
Уже после того, как началась Первая карабахская война, Курбанов 8 апреля 1992 года угнал с аэродрома Ситалчай, где базировался 80-й отдельный штурмовой авиационный полк, штурмовик Су-25. При помощи двоих соотечественников, техника-лейтенанта Мамедова и авиамеханика прапорщика Кулиева, пилот подготовил штурмовик к полёту и перелетел на гражданский аэродром Евлах. Министерство обороны России отдало приказ уничтожить самолёт-дезертир, в связи с чем на авиабазе в Вазиани в боевой готовности для перехвата находилась пара МиГ-23. Спустя месяц, 8 мая, Курбанов стал совершать регулярные вылеты в зону боевых действий в Карабах.
За два дня налетов 8-9 мая, совершённых Курбановым на Степанакерт и близлежащие сёла, армянское население потеряло 30 человек убитыми и 120 ранеными. От ударов страдал жилой сектор и мирное население, в то время как армянские подразделения потерь практически не несли.
9 мая 1992 года Вагиф Курбанов атаковал армянский пассажирский самолёт Як-40, вывозивший раненых из Степанакерта в Ереван. Самолёт совершил экстренную посадку в Сисиане. Все пассажиры были благополучно эвакуированы, а самолёт полностью сгорел.
Несмотря на то, что Су-25 отлично приспособлен для огневой поддержки войск, Курбанов занимался исключительно бомбардировкой армянских городов и сёл. Командир 80-го отдельного штурмового авиаполка, где служил Курбанов, охарактеризовал его профессиональные навыки как весьма посредственные. В основном, при налётах Курбанов использовал авиабомбы.
10 мая обстрелу подверглись сёла Гаров и Дагдаган. 11 мая целью Курбанова был город Мартуни. 12 мая Су-25 бомбил сёла Шушикенд и Храморт в Аскеранском районе, а также Юхары-Агджакенд и Армянские Борисы. После того, как 18 мая армянские силы взяли штурмом Лачин, прорвав тем самым блокаду и создав так называемый «Лачинский коридор», соединивший Армению и Нагорный Карабах, участились удары азербайджанской авиации по городам и селам Карабаха. В этот день Су-25 четырежды бомбил город Мартуни. Действия Курбанова поддержали и вертолетчики.
13 июня 1992 года его самолёт был сбит армянскими военными в районе Аскерана, а сам Курбанов погиб.
Несмотря на то, что Михаил Жирохов приводит сведения о том, что Вагиф Курбанов указом президента Азербайджанской Республики был посмертно удостоен высшей азербайджанской награды — звания Национальный герой Азербайджана («Герой Азербайджана») (номер указа и дата при этом не приводятся), журналист AzTV Асаф Кулиев опровергает эту информацию, утверждая что этого звания Курбанов удостоен не был.

## Примечание
1. ↑  Elnur Eltürk. Sovet ordusundan hərbi təyyarə qaçıran - Vaqif Qurbanov Архивная копия от 4 марта 2016 на Wayback Machine  (азерб.)
2. 1 2 3 4 5  Авиация в Армяно-Азербайджанском конфликте. Дата обращения: 1 мая 2010. Архивировано 5 мая 2013 года.
3. ↑  Жирохов Михаил. «Воздушная война в Нагорном Карабахе» (журнал Авиамастер № 6/2000 г. стр5)
4. ↑  Dörd il geri qalan Az.TV  (недоступная ссылка)  (азерб.)